# Asterognosia

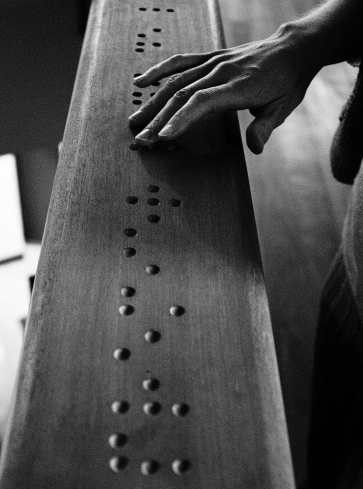
Estereognosia é a capacidade de reconhecer formas, textura, tamanho, propriedades, vibração, peso e temperatura de um objeto com o toque. Asterognosia é não ter essa capacidade.

Astereognosia (do grego a+stero+gnosis, não reconhece sólido) é um termo médico para a incapacidade de identificar um objeto ao tocar-lo com as mãos, sem ver nem ouvir. Dessa forma uma pessoa com astereognosia é incapaz de identificar objetos como lápis e papel ao manipulá-los com os olhos fechados, apesar de manter a sensação tátil, proprioceptiva(sentir a si mesmo), nocicepção(sentir dor) e térmica(sentir temperatura). 
Ao contrário da agnosia visual, quando o objeto é observado visualmente, a pessoa deve-se ser capaz de identificar o objeto com sucesso. É possível que apenas uma mão ou um pé seja afetado, de modo que a pessoa é capaz de reconhecer objetos com a outra mão ou com o outro pé.

## Causas
A astereagnose está associada a lesões do lobo parietal, coluna dorsal ou das áreas de associação posteriores do córtex cerebral parieto-temportal. É unilateral quando apenas o lado contralateral (oposto) é afetado. A lesão pode ser isquêmica (como um AVCI), hemorrágica(como uma hemorragia subaracnoidea), degenerativa (como Alzheimer) ou congênita (como agenesia). A causa da lesão determina se há e qual o tratamento para asteroagnosia, que pode ser temporária em uma isquemia reversível ou progressiva em um quadro demencial.